# Сандра Божић
Сандра Божић (Панчево, 15. октобар 1979) српска је политичарка. Од 2024. врши функцију потпредседнице Покрајинске владе Војводине. Од 2018. до 2024. године обављала је функцију народне посланице у Народној скупштини Србије.

## Детињство, младост и приватни живот
Рођена је 15. октобра 1979. у Панчеву, у тадашњој СФР Југославији. Дипломирала је политичке науке и била је на челу ЈП Грејање од 2015. до 2018. године.

## Политичка каријера
Божићева је заузела 186. место на изборној листи Александар Вучић — Будућност у коју верујемо на парламентарним изборима 2014. године. Листа је освојила апсолутну већину са 158 од 250 мандата; Божићева није изабрана и није била у скупштини која је уследила. На изборима 2016. године заузела је 144. место на својој листи. Листа је освојила 131 мандат и поново није изабрана. Међутим, добила је мандат 6. марта 2018. године, као замена за Весну Ракоњац.
Током сазива 2016—2020. Божићева је била чланица скупштинског Одбора за права детета и Одбора за рад, социјална питања, социјално укључивање и смањење сиромаштва; заменица члана Одбора за одбрану и унутрашње послове, Одбора за здравље и породицу и Одбора за административна, буџетска, мандатна и имунитетска питања; заменик члана делегације Србије у Парламентарној димензији Централноевропске иницијативе; и чланица посланичких група пријатељства са Аустријом, Азербејџаном, Кином, Немачком, Ганом, Грчком, Португалом, Русијом, Шведском и Сједињеним Америчким Државама.
Божићева и њен колега посланик Напредне странке Александар Мартиновић ступили су у дводневни штрајк глађу у мају 2020. године у знак протеста због нечињења српског тужилаштва и правосуђа на, како су рекли, насилничко понашање вође Двери Бошка Обрадовића. Штрајк је прекинут након што је председник Вучић позвао парламентарце да одустану.
Добила је на 17. место на лист Александар Вучић — За нашу децу за парламентарне изборе 2020. године, а изабрана је на други мандат када је листа освојила апсолутну већину са 188 мандата. После избора изабрана је за заменицу председника посланичке групе Александар Вучић — За нашу децу. Такође је председница Одбора за културу и информисање; пуноправни члан Одбора за административна, буџетска, мандатна и имунитетна питања; заменица члана контролног Одбора служби безбедности; члан Одбора за стабилизацију и придруживање Србије Европској унији; вођа посланичке групе пријатељства Србије са Уједињеним Краљевством; и чланица посланичких група пријатељства са Кином, Француском, Немачком, Ирском, Италијом, Јапаном, Мароком, Русијом, Шпанијом, Шведском, Турском, Уједињеним Арапским Емиратима и Сједињеним Америчким Државама.
Дана 8. маја 2024. изабрана је за потпредседницу Покрајинске владе Војводине.